# Mayetiola culacera
Mayetiola culacera är en tvåvingeart som beskrevs av Stelter 1991. Mayetiola culacera ingår i släktet Mayetiola och familjen gallmyggor.
Artens utbredningsområde är Tyskland. Inga underarter finns listade i Catalogue of Life.